# Regne de Matsya

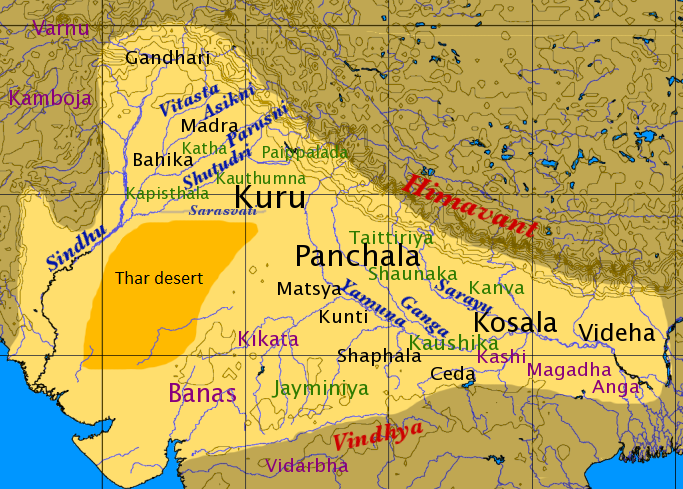
La posició del regne de Matsya a l'Edat de Ferro Vèdica de l'Índia.

Matsya (Sànscrit per «peixos») era una de les tribus indi-àries de l'Índia vèdica que van formar un estat (janapada) que va arribar a ser uns dels setze principals abans del 600 aC. També apareix amb el nom de Machcha.
Pel tardà període vèdic els matsyes van governar un regne localitzat al sud del regne dels Kurus, i a l'oest del Yamuna que el separava del regne dels Pantxales. Més o menys correspon al que fou el principat de Jaipur al Rajasthan, i inclou la totalitat de Hindaun, Alwar i parts de Bharatpur. La capital de Matsya era Viratanagari (la moderna Bairat) que seria anomenada en honor del seu rei fundador, Virata. En la literatura Pali la tribu Matsya és normalment associada amb Surasena, que correspon a la regió de Bhraj a Uttar Pradesh. La part occidental de Matsya era una zona muntanyosa a la riba nord del Chambal. Upaplavya era la ciutat principal del regne a part de la capital.
A principi del segle vi aC Matsya era un dels setze Mahajanapades (regnes principals) esmentats al text budista Anguttara Nikaya. El mahabharata esmenta els Apara Matsya i els Vira Matsya. El Shatapata Bhrahmana esmenta un rei de nom Dhvasana Dvaivatavana. El poder del regne va minva i un segle després havia perdut tota importància en temps de Buda. El Mahabharata (V.74.16) esmenta un rei de nom Sahaja, que governava sobre dos regnes, el de Chedi i el de Matsya, i se suposa que Chedi havia annexionat Matsya (almenys temporalment). Finalment va acabar en poder de Magadha.
A més de Matsya al sud del regne de Kuru, l'èpica esmenta sis altres regnes menors dels matsyes.